# Reflex d'immersió dels mamífers

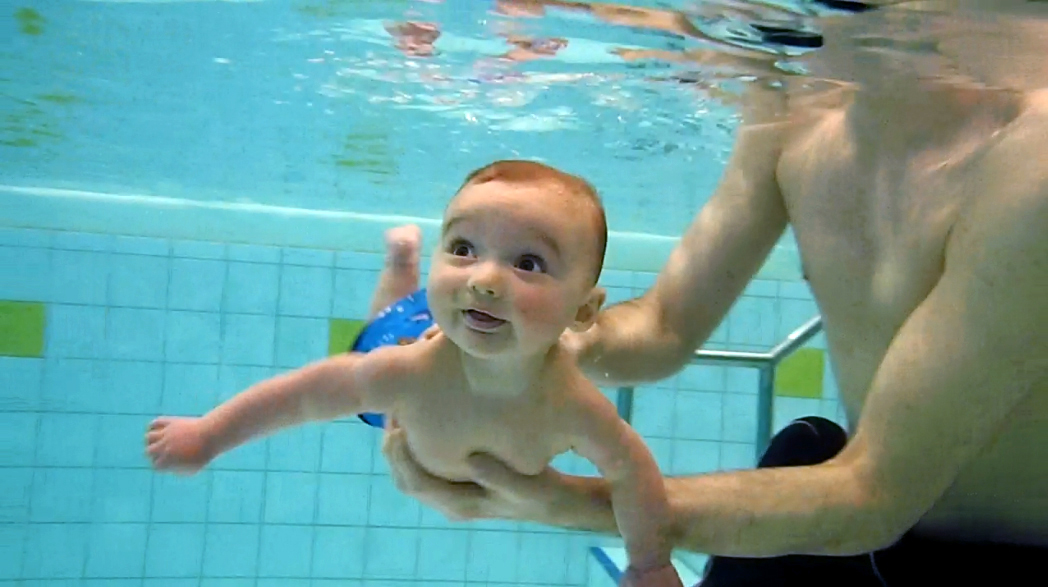
Reflex de busseig en un nadó humà

El reflex d'immersió dels mamífers o simplement reflex d'immersió, o també reflex de busseig, és un reflex dels mamífers que optimitza la respiració per permetre romandre sota l'aigua durant llargs períodes. S'exhibeix amb força en els mamífers aquàtics (foques, llúdrigues, dofins, etc..), però existeix en altres mamífers una versió més suau, incloent els éssers humans. Les aus aquàtiques, com els pingüins, tenen un reflex d'immersió similar. En els mamífers s'activa específicament per l'aigua freda en contacte amb la cara, no obstant això, quan l'aigua que és més càlida (a 21° C) no provoca el reflex; d'igual manera, tampoc no el produeix la immersió d'altres parts del cos més que la cara. D'altra banda, el reflex es manifesta més clarament (i per tant pot atorgar una supervivència més gran) en els individus joves.

## Efecte
En iniciar-se el reflex, el cos pateix tres canvis, en aquest ordre:
- La bradicàrdia és la primera resposta a la immersió. Immediatament després que la cara entri en contacte amb aigua freda, el ritme cardíac humà s'alenteix entre un 10 i un 25 per cent.[2] Les foques experimenten canvis que són encara més dràstics, passant al voltant de 125 batecs per minut fins a un mínim de 10 en una immersió perllongada.[1][3] Alenteix el ritme cardíac, disminueix la necessitat d'oxigen al torrent sanguini, deixant així més per ser utilitzat per altres òrgans.
- A continuació, vasoconstricció perifèrica en grups. Quan s'està sota una alta pressió induïda pel busseig lliure, els capil·lars de les extremitats comencen a contraure's, aturant la circulació sanguínia en aquestes àrees. Noteu que la vasoconstricció generalment s'aplica a les arterioles, però en aquest cas és completament un efecte dels capil·lars. Els dits dels peus i les mans es contrauen primer, després les mans i els peus, i en última instància, els braços i les cames tallant la circulació sanguínia, deixant més sang per ser utilitzada pel cor i el cervell. La musculatura humana compta amb només el 12 % de l'emmagatzematge d'oxigen del cos total, i els músculs del cos tendeixen a patir rampes durant aquesta fase. Els mamífers aquàtics tenen fins a un 25 a un 30 % del seu emmagatzematge d'oxigen en múscul, i així poden seguir funcionant després que el subministrament de sang capil·lar s'atura.
- Finalment, el canvi en el comportament de la sang, que es produeix només durant les immersions molt profundes. Quan això passa, els òrgans i les parets circulatòries permeten que el plasma passi lliurement a través de la cavitat toràcica, per la qual cosa la seva pressió es manté constant i els òrgans no estan aixafats. En aquesta etapa, els alvèols dels pulmons s'omplen amb plasma sanguini, que es reabsorbeix quan l'animal surt de l'ambient pressuritzat. Aquesta etapa del reflex d'immersió s'ha observat en els éssers humans (com el campió del món apneista Martin Stepanek) durant apnees de més de 90 metres de profunditat.

D'aquesta manera, una persona pot sobreviure més temps sense oxigen sota l'aigua freda que no pas en una situació comparable a terra ferma. Els nens tendeixen a sobreviure més temps que els adults quan se'ls priva d'oxigen sota l'aigua. El mecanisme exacte d'aquest efecte ha estat objecte de debat i podria ser resultat del refredament del cervell, similar als efectes protectors observats en pacients tractats amb hipotèrmia profunda.
Quan la cara està submergida, els receptors que són sensibles al fred dins de la cavitat nasal i altres àrees de la cara subministrada pels parells cranials V (trigemin) transmeten la informació al cervell i després enerven al nervi gandul, que forma part del sistema nerviós autònom. Això provoca bradicàrdia i vasoconstricció perifèrica. La sang s'extreu dels membres i de tots els òrgans excepte el cor i el cervell, creant un circuit de cor-cervell, cosa que permet als mamífers estalviar oxigen.
Als éssers humans, el reflex d'immersió de mamífers no s'indueix quan els membres s'introdueixen en aigua freda. Bradicàrdia lleu és causada pels subjectes que sostenen la respiració sense submergir la cara dins laigua. En respirar amb la cara submergida, això causa un reflex d'immersió, que augmenta proporcionalment a la disminució de la temperatura de l'aigua. Activar el reflex d'immersió amb aigua freda pot ser utilitzat per al tractament de la taquicàrdia supraventricular. No obstant això, es pot induir el major efecte de bradicàrdia quan el subjecte aguanta la respiració amb la cara submergida.
El reflex d'immersió també és present en el període fetal i neonatal dels éssers humans, i explica molts dels fenòmens que es produeixen durant l'asfíxia perinatal.